# Diosdado Macapagal
Diosdado Macapagal y Pangan (28 de setembre de 1910 - 21 d'abril de 1997) va ser un polític filipí que ocupà els càrrecs de Vicepresident de les Filipines de 1957 a 1961 i de President del 30 de desembre de 1961 al 30 de desembre de 1965. Era el pare de Gloria Macapagal Rierol, que va ocupar la presidència filipina de 2001 a 2010.
Fou escollit com a president de les Filipines el 1961 per una coalició de liberals i de progressistes. Durant el seu mandat es va centrar en la lluita contra la corrupció que hi havia al govern. En un intent d'estimular el desenvolupament econòmic, va ser aconsellat per assessors benestants i va aconseguir que el peso filipí entrés en el lliure comerç. Aquesta política va malbaratar milions de pesos de la Tresoreria de l'Estat any rere any durant la seva administració. Els seus esforços per la reforma es van veure bloquejats pels nacionalistes que van dominar la Cambra de Representants i el Senat en aquell moment. El 1965, Ferdinand Marcos el va derrotar en les eleccions presidencials.

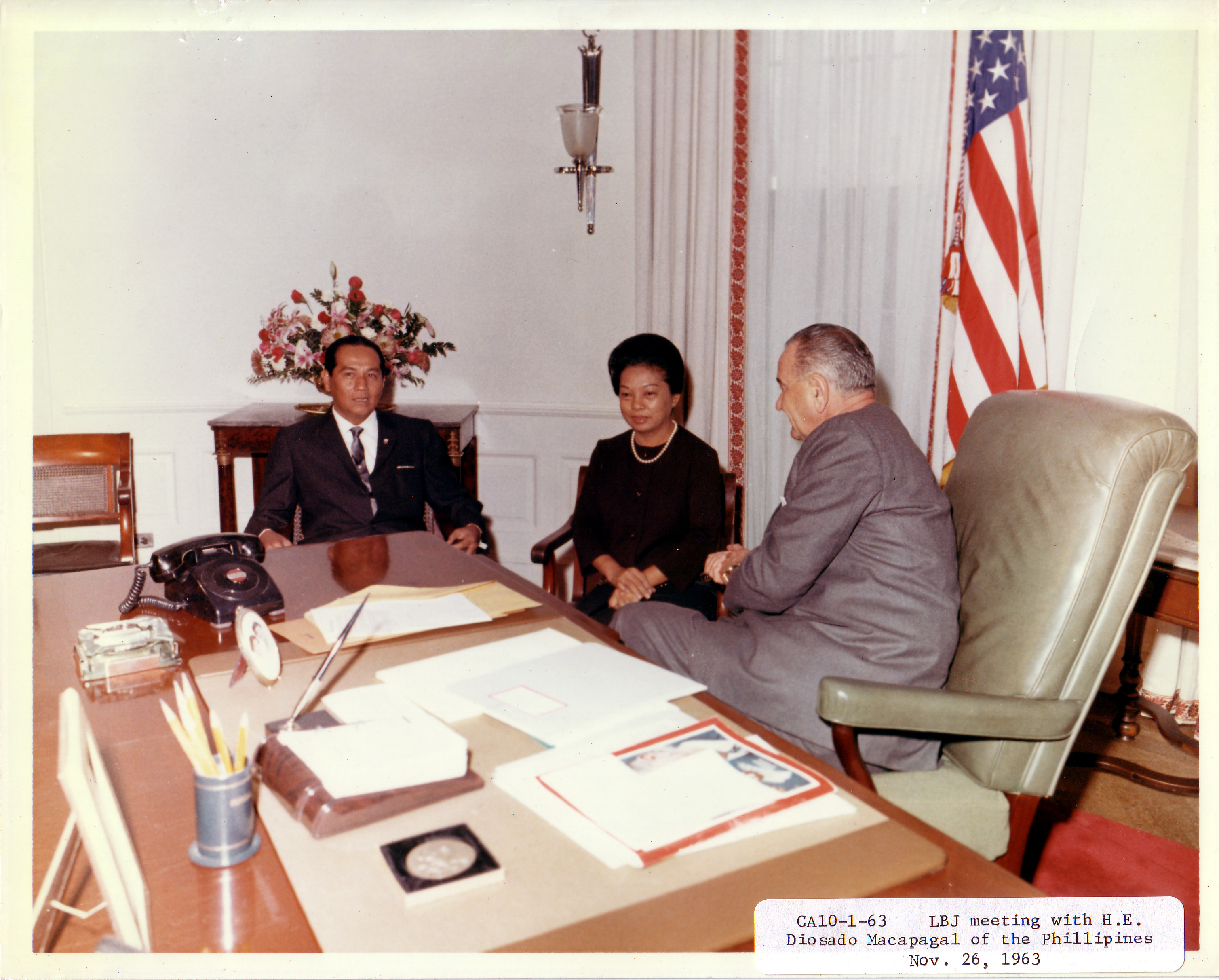
Macapagal amb el president estatunidenc Lyndon B. Johnson.

Abans que comencés la seva carrera política, era advocat a Manila. Va ajudar la resistència contra els japonesos durant la Segona Guerra Mundial. El 1948 va servir com a segon secretari a l'ambaixada filipina a Washington D.C.. El 1949 fou escollit per a la cambra de representants, on va servir fins a 1956. Durant aquest temps, va ser tres vegades representant de les Filipines en l'Assemblea General de les Nacions Unides. El 1957, com a membre del Partit Liberal, es va convertir en vicepresident sota la legislatura del president Carlos García, del Partit Nacionalista.
El 1962 va visitar Madrid, on va ser rebut pel general Francisco Franco, qui el condecorà amb l'Orde d'Isabel la Catòlica. El 1962 va convidar el president de Mèxic Adolfo López Mateos a una visita d'estat, a causa que Mèxic va participar en la guerra del Pacífic contra els japonesos amb la finalitat d'alliberar Filipines.
El 1963 va assistir juntament amb el president de França, Charles De Gaulle, al funeral del president dels Estats Units John F. Kennedy, mort assassinat. Diosdado Macapagal va ser també un prestigiós poeta en llengua castellana, si bé la seva obra poètica s'ha vist eclipsada per la seva biografia política. El 1979 va formar la Unió Nacional en oposició al règim de Marcos. La seva filla, Gloria Macapagal Rierol, va ser presidenta del país.